# Larsia parva
Larsia parva är en tvåvingeart som beskrevs av Lehmann 1981. Larsia parva ingår i släktet Larsia och familjen fjädermyggor.
Artens utbredningsområde är Kongo. Inga underarter finns listade i Catalogue of Life.